# H. H. Kung
Pour les articles homonymes, voir Kong.
Kǒng Xiángxī, K'ung Hsiang-hsi ou H. H. Kung (tra/si : 孔祥熙;) (Shanxi, 1880/1881 – New York, 16 août 1967), fut l’un des principaux artisans de la politique financière et économique de la Première République chinoise, ainsi qu’un délégué officieux du gouvernement de Nankin pour les achats d’armes en vue des luttes anti-communiste et anti-japonaise. Banquier et homme d’affaires éduqué aux États-Unis, allié à Tchang Kaï-chek par sa femme Soong Ai-ling, sœur de Madame Tchang, il fut, entre autres, cadre du Kuomintang, ministre de l’Industrie et du Commerce (1928-1933), ministre des Finances (1933-1944), gouverneur de la Banque centrale de Chine (1933-1945), Premier ministre (1938-1939) et membre du Comité international olympique (1939-1955). Les mesures qu’il prit permirent au gouvernement nationaliste de tenir bon une dizaine d’années, mais s’avérèrent à long terme défavorables aux couches les plus fragiles de la population. Il profita de ses fonctions pour enrichir considérablement sa famille, gagnant la réputation d’être l’« homme le plus riche de Chine », et dut démissionner de la plupart de ses fonctions entre 1944 et 1945 pour conflits d’intérêt. Il se retira aux États-Unis en 1947. Après un séjour de quatre ans à Taïwan (1962-1966), il rentra à New York où il mourut en 1967. 
Son prénom social était Yongzhi (庸子) et il s’est également fait appeler Ziyuan (子淵).

## Biographie

### Jeunesse et formation
Il serait né en l’an 6 de l’ère Guangxu à Taigu, Shanxi. Sa famille prétend venir de Qufu et descendre de Confucius. Le clan Kong a acquis une certaine fortune dans les activités bancaires (bons et prêts sur gage), mais son père, Kong Fanci (孔繁慈), lauréat des examens impériaux sans poste et consommateur d’opium, n’est pas riche et vit en prenant des élèves privés parmi lesquels son fils étudie. Kong Xiangxi perd sa mère à sept ans. 
En 1889, atteint des oreillons, il est soulagé par un dispensaire protestant de Taigu et noue des liens avec la congrégation. En 1890, il intègre son école primaire, mais le clan Kong exige qu’il ne se convertisse pas. Il le fera pourtant quelques années plus tard, alors qu’il étudie au collège méthodiste Luhe (潞河) dans l’actuel district de Tongzhou, Pékin. Gagné aux idées de réforme, il fonde en 1899 avec des camarades une société secrète (Wenyouhui 文友會).
En 1900, la révolte des Boxers s’attaque aux chrétiens du Shanxi. Kong Xiangxi trouve refuge dans sa famille, puis s’efforce de sauver ce qui peut l’être après la répression de la révolte et assiste les méthodistes dans leurs négociations avec les autorités. En reconnaissance de sa contribution, il est envoyé en 1901 au collège Oberlin, tout d’abord à la faculté des sciences, puis à celle des sciences sociales. En 1905, il entre à Yale et y obtient une maîtrise (exploitation minière) en 1907. Il retourne en Chine avec des dons qu’il compte consacrer à la fondation d’une école qui sera le premier établissement secondaire du Shanxi, Mingxian xuetang (銘賢學堂), antenne de l'Oberlin Shansi Memorial School. H.H. Kong en est directeur et professeur d’histoire-géographie ainsi que de science minière. Hormis son père qui enseigne l’histoire, les autres professeurs sont des missionnaires. En 1909, l’école compte plus de cent élèves et doit se déplacer dans de nouveaux locaux, à l'emplacement de l’actuelle Université agronomique du Shanxi (山西農業大學). L’Association des hommes d’affaires et la police viennent lui demander des cours, ce qui lui permet de nouer des relations utiles dans ces deux milieux.

### Entrée dans les affaires et la politique
Lors de la révolution de 1911, il est déjà considéré comme une personnalité locale, et on se tourne vers lui pour l’organisation d’une troupe de résistance aux exactions des soldats Qing en déroute. L’année suivante, il se lance dans les affaires en fondant avec l’un de ses oncles, Kong Fanxing (孔繁杏), la compagnie Yangji (樣記公司), qui obtient de l’Asia Petroleum l’exclusivité pour le Shanxi. Ils s’enrichissent vite grâce au kérosène employé pour l’éclairage.
Lors de la tentative de renversement de Yuan Shikai par Sun Yat-sen, Kong Xiangxi se trouve au Japon où il travaille pour la branche locale de la YMCA chinoise. Il s’agit d’une tâche provisoire censée lui changer les idées après la mort récente de sa femme. Il récolte aussi des fonds pour le Kuomintang et rend des services à Sun Yat-sen. C’est ainsi qu’il rencontre en 1913 Song Ailing, secrétaire de ce dernier et fille aînée de Song Jiashu. Ils se marient en 1914 à Yokohama. Le couple aura quatre enfants : Lingyi (令儀, fille, née en 1915), Lingkan (令侃, fils, né en 1916), Lingwei (令偉, fille, 1919-1994) et Lingjie (令傑, fils, né en 1921).
En 1915 ils rentrent en Chine. Tandis qu’Ailing enseigne l’anglais au collège Mingxian, Kong Xiangxi se lance dans l’exportation du minerai de fer, très demandé en cette période de guerre mondiale, et fonde la banque Yuhua (裕華銀行). Il déplace bientôt l’ensemble de ses opérations à Tianjin. 
Il entre dans la politique et l’administration. Il assiste Yan Xishan (閻錫山) dans son projet de réforme (村政改革). Il est chargé en particulier du contact avec les visiteurs étrangers. En 1922, il entre dans le cabinet de Wang Zhengting (王正廷), Premier ministre du gouvernement de Beiyang ; il est tout d’abord comme chargé des relations extérieures et de l’industrie, puis chef des télécommunications, enfin chargé des relations sino-soviétiques. Il participe aux négociations avec Zhang Xueliang. En 1924, il apporte à Pékin le manuscrit du Plan de reconstruction nationale (建國大綱) de Sun Yat-sen pour tenter de persuader Feng Yuxiang de coopérer avec Sun. Lorsque ce dernier meurt en 1925, Kong Xiangxi est l’un de ses témoins testamentaires. 
En 1926, ses perspectives de carrière politique semblent compromises par l’instabilité du gouvernement de Beiyang. Il se rend aux États-Unis où il reçoit de Yale un doctorat honoraire et recueille des fonds pour fonder la section universitaire d’Oberlin Sansi. Mais il reste attentif à toutes les opportunités et interrompt son séjour dès que le poste de responsable des finances du KMT de la province de Guangzhou lui est offert.

### Au service de Tchang Kaï-chek
En 1927, il est nommé ministre de l’Industrie du gouvernement de Wuhan. Néanmoins, il a jeté son dévolu sur Tchang Kaï-chek et s’efforce de lui rallier des seigneurs de la guerre. Avec sa femme, il appuie – ou selon certains, combine – le mariage du militaire avec Soong May-ling. Il persuade aussi son beau-frère T. V. Soong de rejoindre le gouvernement de Nankin. À partir de cette période et durant près de dix-sept ans, il travaillera à soutenir le Généralissime. 
Ministre de l’Industrie et du Commerce en 1928, il ajoute les Mines à son portefeuille en 1930, mais doit démissionner en même temps que Tchang Kaï-chek en 1931 devant les critiques contre la passivité de son gouvernement face aux provocations japonaises. Néanmoins, le nouveau Premier ministre Sun Ke et son gouvernement s’avérant incompétents sur les plans diplomatique et financier, les partisans de Tchang (Wang Jingwei, T. V. Soong) reprennent les rênes de l’administration et le général retrouve dès le mois de mars son poste de Commandant-en-chef des Forces nationales révolutionnaires.
Il envoie en avril H. H. Kung en Europe et aux États-Unis pour une tournée d’observation d’une année, qui cache une mission de consultation militaire et d’achats d’armes (ces derniers réalisés essentiellement auprès de l’Allemagne et de la Tchécoslovaquie).
Le 8 avril 1933, il est nommé gouverneur de la Banque centrale, et peu après ministre des Finances en remplacement de Song Ziwen, qui s’inquiète des sommes investies dans les opérations militaires. Kong Xiangxi, pour sa part, s’efforcera toujours de satisfaire Tchang Kaï-chek en la matière.
Pour résoudre la faiblesse en devises de la Banque centrale, il prend le contrôle des deux banques les plus riches en liquide, la Banque de Chine (Zhongguo yinhang 中國銀行) et la Banque des Transports (Banque des Communications) (Jiaotong Yinhang 交通銀行). Il poursuit la centralisation du système bancaire en unifiant en une Banque agricole de Chine (Zhongguo nongye yinhang 中國農業銀行) les banques agricoles du Henan, Hubei, Anhui et Jiangxi, jusqu’alors toute-puissantes dans leurs provinces respectives ; Tchang Kaï-chek et lui en sont coprésidents. Un Bureau uni sera créé pour le contrôle des quatre grandes banques (Centrale, Chine, Transports et Agricole), dont il sera sous-directeur en 1938. Un réseau de succursales sera établi dans tout le sud et le nord-ouest, en bonne voie d'achèvement en 1939. Les activités des banques commerciales seront strictement limitées. 
En 1934, il simplifie le système des impôts tout en privant les gouvernements locaux de la plupart de leurs sources directes de revenus. Ils reçoivent désormais des subsides du gouvernement central et sont contraints à une certaine docilité. Il poursuivra la structuration du système fiscal en créant un réseau de coffres publics et en établissant des lois plus cohérentes. Beaucoup de ces mesures profitent à l’économie, mais le système d’imposition agricole qu’il met en place en octobre 1939 lèse sévèrement les paysans.
En 1935, devant les fluctuations de son cours et la fuite des réserves à l’étranger, l’argent est abandonné comme étalon monétaire et la monnaie légale (法幣) non convertible est instaurée. Seules les banques Centrale, de Chine et des Transports ont le droit d’émettre cette monnaie indexée à la livre sterling, puis également au dollar américain. 
En 1936, président de la Commission des emprunts publics, il réforme le système et négocie le remboursement de la dette internationale du gouvernement de Beiyang. 
Responsable du Yuan administratif pendant l’incident de Xian, il s’efforce avec Song Ziwen et Song Meiling de résoudre la crise sans intervention militaire, solution qui préserve les intérêts des familles au pouvoir.

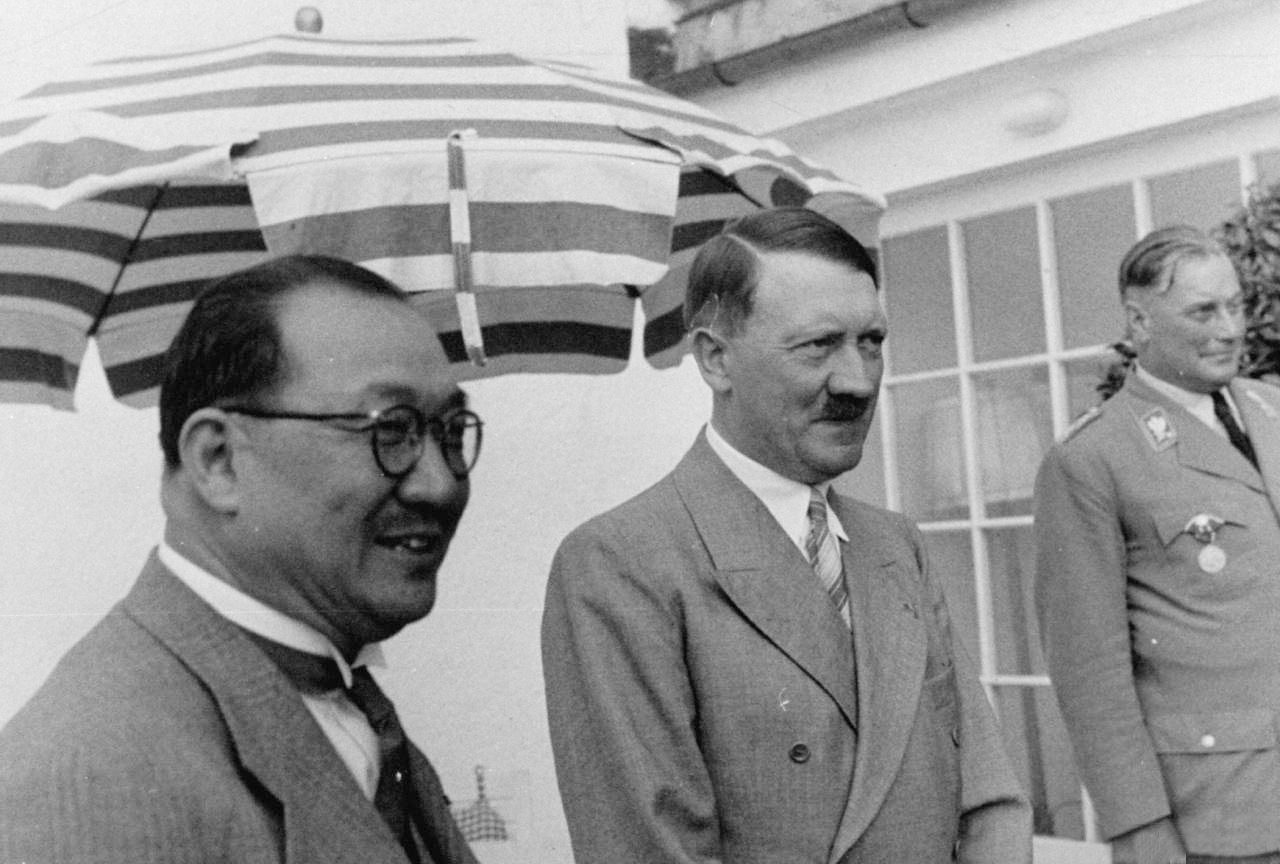
Kong Xiangxi se rend en Allemagne en 1936 pour tenter d'obtenir un soutien contre l'empire du Japon.

En 1937, sous la couverture de représentant du gouvernement nationaliste au couronnement de George VI, il refait une tournée d’achats d’armes. En Angleterre, il réussit à placer un emprunt ferroviaire de trente millions de livres. Il se rend également aux États-Unis où il rencontre le président Roosevelt ainsi que les secrétaires d’État aux Finances et aux Affaires étrangères, et obtient un prêt de cinq millions de dollars des banques, ainsi que la promesse, sur recommandation de Roosevelt, d’un autre prêt de dix millions de dollars de la part de l’industrie du bâtiment, et d’une livraison de pétrole. 
De 1938 à 1939 il est Premier ministre (président du Yuan administratif).
En 1939, il devient le deuxième Chinois membre du Comité international olympique. Peu intéressé par le sport, il est proposé par son prédécesseur surtout en raison de ses potentialités de mécène. Il fera don de 20 000 francs à la Fédération chinoise d’athlétisme et de 3 000 dollars américains à la délégation de Londres. Il démissionnera en 1955.
De 1940 à 1941 il investit plusieurs dizaines de milliards de bons publics dans les mines et crée l’Association de coopération industrielle dont il devient le président. Ces deux mesures contribuent à dynamiser le secteur industriel.

### La chute
Les mesures prises par Kong Xiangxi auront eu des effets positifs sur les finances et l’économie. Néanmoins, très lié à Tchang Kaï-chek qui lui accorde sa pleine confiance, il accepte d’investir énormément d’argent dans les efforts de guerre, dépensé essentiellement pour la lutte contre les communistes. Par ailleurs, ses politiques financière et économique profitent essentiellement aux classes aisées et contribuent au fur et à mesure que la guerre civile se poursuit à aggraver la situation des couches défavorisées. Le régime qu’il met en place a aussi pour effet, en concentrant la puissance économique et financière, de faire des Quatre familles Kong, Song, Jiang (Tchang) et Chen les principaux bénéficiaires du système. À la fois ministre et haut fonctionnaire, homme d’affaires et banquier, Kong Xiangxi amasse avec sa famille une fortune considérable qui lui vaut la réputation d’être l’homme le plus riche de Chine. Sa femme et ses deux aînés ont la direction de sociétés et d’entreprises fondées ou cofondées par la famille. Ainsi, au début de la guerre anti-japonaise, grâce à la politique et aux informations de son mari, Song Ailing réalise par le biais de la société d’investissements Qixing (七星公司) un bénéfice de huit millions de livres qu’elle dépose aux États-Unis. Elle est la personnalité du gouvernement de Chongqing qui possède le plus d’argent dans ce pays. 
En 1944, il est attaqué de tous côtés pour le cumul d’avantages qu’il a instauré en faveur des Quatre familles au détriment des autres acteurs économiques. Il se rend aux États-Unis, représentant la Chine lors de la conférence de Bretton Woods. Il en profite pour discuter de l’aide américaine, mais les négociations n’avancent pas, en grande partie en raison d’une profonde divergence sur la valeur de la monnaie chinoise. C’est justement vers cette période qu’intervient une cuisante défaite des armées nationalistes face aux Japonais. Cet événement décide les Américains, déjà soupçonneux quant à la façon dont leur aide est dépensée, la pertinence de la stratégie militaire et l’honnêteté du gouvernement du Guomindang, à exiger une épuration. Les cadres financiers et militaires sont remplacés. En novembre 1944, Kong abandonne son poste de ministre des Finances, puis ceux de gouverneur de la Banque centrale et de vice-président du Yuan administratif en juillet 1945. En octobre, il démissionne du poste de président de la Banque Agricole, mais reste président de la Banque de Chine et membre du comité exécutif du KMT. 
En 1946, il fait une tentative de retour politique en se présentant comme candidat député, mais échoue. Il continue malgré tout à prospérer financièrement à un moindre degré par le biais des nombreuses sociétés de la famille. Deux d'entre elles, dirigées par son fils Lingkan, Changjiang (長江公司) et Yangzi (揚子公司), sont impliquées dans des scandales en 1946 et 1948. 
En 1947, prenant prétexte que sa femme, alors aux États-Unis, est tombée gravement malade, il s’y rend et n’en revient plus. Il obtient toutefois à partir de 1949 un titre de conseiller (zīzhèng 資政) de Tchang kaï-chek, dont le gouvernement est désormais réfugié à Taïwan. Il réside dans l’île de 1962 à 1966, mais son état de santé le pousse à retourner à New York où il meurt en août 1967.